# Mike Cochrane
Mike Cochrane (ur. 13 sierpnia 1991) – nowozelandzki lekkoatleta specjalizujący się w biegu na 400 metrów przez płotki.
Złoty medalista mistrzostw Nowej Zelandii.
Okazjonalnie występuje także w biegu na 110 metrów przez płotki.
Rekord życiowy w biegu na 400 metrów przez płotki: 49,58 (22 sierpnia 2015, Pekin) rekord Nowej Zelandii.

## Osiągnięcia
| Rok  | Impreza                     | Miejsce   | Lokata     | Wynik |
| ---- | --------------------------- | --------- | ---------- | ----- |
| 2010 | Mistrzostwa świata juniorów | Moncton   | półfinał   | 52,71 |
| 2011 | Uniwersjada                 | Shenzhen  | eliminacje | 55,98 |
| 2014 | Puchar interkontynentalny   | Marrakesz | 8. miejsce | 52,93 |
| 2015 | Mistrzostwa świata          | Pekin     | eliminacje | 49,58 |